# Veglia di Capodanno
Veglia di Capodanno (The Heart of a Follies Girl) è un film muto del 1928 diretto da John Francis Dillon.

## Produzione
Il film fu prodotto dalla First National Pictures

## Distribuzione
Distribuito dalla First National Pictures, il film - presentato da Richard A. Rowland - uscì nelle sale cinematografiche USA il 18 marzo 1928, dopo una prima a New York l'11 marzo. Il film ebbe una distribuzione internazionale: in Finlandia, uscì il 19 ottobre 1928, in Portogallo, il 1º ottobre 1930, distribuito con il titolo Alma de Artista.